# Chavanon Viadukt
Chavanon Viadukt er en hængebro, der fører motorvej A89/E70 over Chavanon dalen mellem byerne Merlines og Messeix i Frankrig.
45°37′26″N 2°28′47″Ø / 45.62389°N 2.47972°Ø